# Julie van der Steur
Juliette „Julie“ Caroline van der Steur (* 10. Dezember 1920 in Purworejo; † 5. Juni 2001 in Sanremo) war eine niederländische Widerstandskämpferin im Zweiten Weltkrieg in Niederländisch-Indien, die von den japanischen Besatzern zur Spionage gezwungen wurde.

## Jugend und Familie

Ursulinenschule in Bandung

Julie van der Steur wurde im damaligen Niederländisch-Indien (heute Indonesien) als Tochter des niederländischen Ingenieurs Ferdinand Pieter van der Steur (1900–1973) und der deutsch-idonesischen Charlotte Henriette Deuning (1896–1979) geboren. 1922 kam ihr Bruder Gerard „Boy“ zur Welt. Nachdem ihr Vater 1931 aus wirtschaftlichen Gründen als Maschinist in der örtlichen Zuckerfabrik entlassen wurde, zerbrach die Ehe der Eltern und wurde 1937 offiziell geschieden. Ihre Mutter lebte zu diesem Zeitpunkt bereits mit dem Wäschereileiter Frans de Block in Bandung zusammen. Beide waren Mitglieder des hiesigen Zweigs der Nationaal-Socialistische Beweging (NSB). Das erste Jahr der weiterführenden Schule absolvierte Julie van der Steur an einer Privatschule, danach wurde sie bei den Ursulinenschwestern in Bandung unterrichtet. Ihr Vater, der zwischenzeitlich zum Direktor einer Zuckerfabrik in Britisch-Indien aufgestiegen war, finanzierte ihre Ausbildung.
Nach dem Abitur lebte Julie van der Steur kurze Zeit bei ihrer Mutter und De Block. Sie arbeitete bei der Post, bei der sie mit einem Stenotelegraf Nachrichten übermittelte, zunächst in Bandung und später in Batavia (heute Jakarta). Nach Übergriffen ihres Chefs kündigte sie 1939. Sie fand eine Anstellung als Schlagersängerin und trat unter dem Künstlernamen Mona Banister in einem Tanzsaal auf, zunächst in Batavia und anschließend in der Hafen- und Garnisonsstadt Surabaya. Dort heiratete sie den britisch-niederländischen Marineoffizier William „Will“ Caistor Dobson (1915–1944), den sie bei einem Auftritt  kennengelernt hatte. 1940 und 1941 bekamen sie zwei Söhne. Dobson wurde 1941 zum „luitenant-vlieger“ ausgebildet und im Februar 1942 in Australien stationiert. Im Februar 1944 starb er bei einem Flugzeugabsturz über England.

## Japanische Besatzung und Internierung
Kurz nach der japanischen Invasion Südostasiens und der Besetzung Javas im März 1942 wurde das Haus von Julie van der Steur beschlagnahmt und sie zog mit ihren Kindern zu ihrer Mutter nach Bandung. Deren Partner Frans de Block war als niederländische Staatsbürger bereits interniert worden, während ihre Mutter, Julie van der Steur selbst und die Söhne als Personen mit eurasischer Abstammung vorerst frei blieben. Dies ermöglichte es ihr, Kurierdienste für den örtlichen Widerstand zu übernehmen. Im April 1943 wurde sie von der Kempeitai (japanische Militärpolizei) verhaftet. Sie wurde acht Wochen lang verhört, misshandelt und vergewaltigt. Nachdem die Japaner zudem drohten, ihre Mutter zu enthaupten und ihr die Kinder wegzunehmen, erklärte sie sich bereit, für den Geheimdienst der Kempeitai zu arbeiten. Dank ihrer Sprachkenntnisse wurde sie als Animateurin in einer japanischen Bar in Batavia eingesetzt, um deutsche Marineoffiziere auszuhorchen und zu belauschen. Im Juni 1943 wurde sie in ein Büro in Cirebon versetzt.
Nach der Kapitulation Japans und der Unabhängigkeit Indonesiens im August 1945 wurde Julie van der Steur von indonesischen Nationalisten von Oktober 1945 bis April 1946 in einer Zelle mit zwanzig anderen Frauen im Gefängnis von Cirebon festgehalten. Ende April 1946 wurden sie mit dem Zug in das Lager Tjideng bei Batavia gebracht, wo sie sich etwas von der Haft erholte und gegen Beriberi behandelt wurde.

## Weiterer Werdegang
Nachdem sie das Lager verlassen konnte, arbeitete Julie van der Steur zunächst im Büro der Allied Military Administration Civil Affairs Branch (AMACAB), das mit der Wiederherstellung der Infrastruktur beauftragt war, und dann wieder in Batavia als Stenotypistin. Während ihrer Gefangenschaft hatte sich ihre Mutter um den ältesten Sohn gekümmert und ein ehemaliger Arbeitskollege von der Post in Bandung um das jüngere Kind. Nachdem dieser sich weigerte, das Kind zurückzugeben, weil Julie van der Steur angeblich mit den Japanern kollaboriert hatte, schaltete sie die Kinderschutzorganisation Pro Juventute ein und setzte die Rückgabe ihres Sohnes durch. Sie stellte gemeinsam mit ihren Kindern und ihrer Mutter einen Antrag auf Auswanderung in die Niederlande. Zu diesem Zweck musste sie sich Anfang August 1946 einer Anhörung beim 1945 gegründeten niederländischen „Netherlands Forces Intelligence Service“ (NEFIS) unterziehen, bei der sie einräumte, dass an dem Vorwurf der Kollaboration ein Körnchen Wahrheit sein könne.
Mit der Genehmigung des NEFIS reiste Julie van der Steur mit ihrer Familie im Oktober per Schiff nach Rotterdam, das sie im November 1946 erreichte. Dort erfuhr sie vom Tod ihres Mannes im Februar 1944. Sie und ihre Familie wohnten im Dorf Markelo in der Region Twente in einer der „Contractpensions“, Pensionen, die die niederländische Regierung kostenlos für die Bürger Niederländisch-Indiens bereithielt, die gezwungen waren, nach dem Zweiten Weltkrieg Indonesien zu verlassen. Kurz darauf fand sie eine Anstellung bei einem Notariat in Amsterdam. Dort lernte sie den katholischen Schreibmaschinenhändler Anton „Ton“ Joseph Johannes Deymann (1912–1995) kennen. Nach der Scheidung seiner zweiten Ehe heiratete sie ihn im Dezember 1951. Sie brachte zwei und er fünf Kinder aus früheren Ehen mit. Das Paar bekam in den folgenden Jahren noch zwölf gemeinsame Kinder.
Julie van der Steurs Mann, der eine Ausbildung zum Gärtner hatte, hatte eine Blumengärtnerei in Alkmaar übernommen und sie trat 1955 in der Stadt eine Stelle in einer Druckerei an. Dort zeigte sich ihr Talent für grafische Arbeiten, das sie durch Zeichen- und Malunterricht schulte. Außerdem absolvierte sie einen Marketingkurs und arbeitete schließlich in der Druckerei als Designerin und Werbefachfrau. 1959 wurde die Gärtnerei geschlossen und die Familie zog nach Aalsmeer, wo  Julie van der Steur ab 1961 neben einer Bürotätigkeit von zu Hause aus an Werbeaufträgen arbeitete. Durch einen großen, langfristigen Auftrag zur Vermarktung von Torf, den sie gemeinsam mit ihrem Mann ausführte, konnten sie 1965 eine großzügige, jedoch völlig verfallene Villa in Bussum kaufen. Julie van der Steur verfasste das Buch „Turf heeft een nieuwe Gezicht“ (Torf hat ein neues Gesicht), zu dem ihr Mann auf dem Gebiet der Gartenbaukunst beitrug. Es erschien 1966. Nach der Berufsunfähigkeit ihres Mannes im Jahr 1967 führte sie die Werbeagentur alleine weiter. Im Juni 1969 wurde sie gegen den Willen ihres Mannes erneut Mutter. In den folgenden Jahren unterzog sie sich wegen depressiver Beschwerden einer Psychoanalyse bei dem Psychiater Hans Keilson. Die Beziehung zu ihrem Mann war schon länger zerrüttet, doch erst als ihre Kinder erwachsen waren, reichte sie 1990 die Scheidung ein. Letztendlich wurde die Ehe 1992 geschieden und Julie van der Steur zog zu dem wesentlich jüngeren italienischen Bildhauer Carlo Maglitto nach Sanremo. Sie starb dort im Juni 2001.

## Nachlass
Julie van der Steur sprach nicht über ihre Vergangenheit im Krieg. Sie hinterließ aber ihrem vierten Kind aus zweiter Ehe, William Deymann, einen Ordner mit persönlichen Papieren, darunter Kopien von Briefen, die sie 1999 aus Sanremo an ihren Bruder geschrieben hatte. Ihr Sohn konsultierte außerdem das NEFIS-Archiv im Nationaal Archief in Den Haag und sichtete die Unterlagen zu seiner Mutter in Niederländisch-Indien für ein Buchprojekt. Els Kloek widmete ihr ein Kapitel in ihrem 2016 erschienenen Buch 101 Vrouwen en de oorlog und in dem 2018 veröffentlichten „1001 vrouwen in de 20ste eeuw“.